# The Courier
The Courier (bra: Entrega de Risco) é um filme de ação lançado em 2012 no formato diretamente em vídeo dirigido por Hany Abu-Assad e produzido por Michael Arata, protagonizado por Jeffrey Dean Morgan.